# Maria, Maria
Maria, Maria é uma telenovela brasileira produzida e exibida pela TV Globo de 30 de janeiro a 23 de junho de 1978, em 119 capítulos. Substituiu Sinhazinha Flô e foi substituída por Gina, sendo a 14ª "novela das seis" exibida pela emissora.
Escrita por Manoel Carlos, adaptada do romance Maria Dusá, de Lindolfo Rocha, e dirigida por Herval Rossano.

## Enredo
Em suas andanças pelo castigado sertão brasileiro, o tropeiro Ricardo Valeriano Brandão encontra a família de Raimundo Alves – gente miserável que aceita qualquer coisa por um pedaço de carne seca ou um punhado de sal. E o velho Raimundo não hesita em oferecer a filha mais velha, a bela e simplória Maria, em troca de alguns mantimentos, pois sabe que ela terá uma vida melhor se for embora com o desconhecido – e será uma boca a menos a saciar. Ricardo aceita a oferta mas libera Maria de seu compromisso de partir consigo. A moça prefere permanecer ao lado dos irmãos mais novos e Ricardo parte rumo ao seu destino, deixando para trás a imagem da bela sertaneja esfomeada que não lhe sairá da cabeça. Maria, por sua vez, também não consegue esquecer o seu benfeitor e nutre a esperança de que algum dia ele retorne para tirar-lhe daquela vida miserável.
No movimentado povoado de Xique-Xique, na Chapada Diamantina, Ricardo se depara com uma moça idêntica a Maria Alves, não fosse suas vestes e seus modos de mulher fina e despachada. Vai ter com ela crente de que era a mesma esfomeada que deixara semanas antes no sertão, mas a moça não gosta dos modos do tropeiro e o trata com desdém. Sentindo-se desprezado e completamente atordoado, Ricardo humilha a moça diante de todos, o que provoca os brios dos amigos dela, prontos a lhe defender. Na fuga Ricardo mata acidentalmente um dos valentões e temeroso de seu destino parte para os garimpos.
Nesse mesmo tempo, chega a Xique-Xique, a senhora Dona Rosária e uma moça que acolhera – a sertaneja Maria Alves que deixara a família após a morte do pai para tentar a vida e reencontrar seu tropeiro benfeitor. Na nova cidade, Maria começa a ser confundida com a mais ilustre figura local: Maria Dusá. Mulher deslumbrante, de fino trato, desejada pelos homens e invejada pelas mulheres, Dusá é uma criatura expansiva e de grande influência entre os poderosos das redondezas. Em pouco tempo fica sabendo da presença de sua sósia na cidade, o que lhe faz lembrar do incidente com o tropeiro que a insultara. Curiosa, ela mesma vai conhecer a outra Maria e fica sabendo da triste história da moça pobre que perdera a família por conta da miséria, e cujo objetivo na vida era reencontrar o seu grande amor. Disposta a ajudar Mariazinha (como passa a tratá-la), Dusá parte no encalço de Ricardo para desfazer o mal-entendido e levá-lo de volta aos braços de sua amada.
Mas Ricardo Valeriano Brandão tornara-se um homem amargo e desiludido, o que lhe deu forças para enriquecer nos garimpos e esquecer aquela que o fizera sofrer. Maria Dusá, por sua vez, não resiste àquele homem de caráter tão forte e acaba se apaixonando por ele, esquecendo de seu compromisso com Maria Alves.

## Elenco

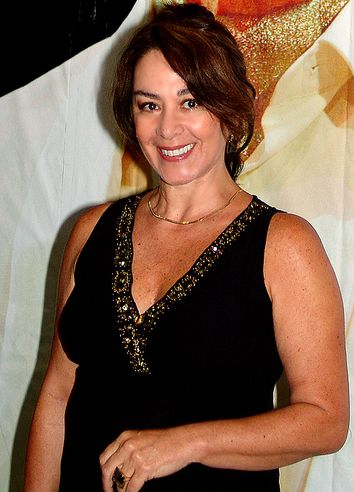
Nívea Maria interpretou a protagonista Maria.

- Nívea Maria - Maria Alves (Mariazinha) / Maria Dusá
- Cláudio Cavalcanti - Ricardo Valeriano Brandão
- Roberto Pirillo - Eduardinho
- Gilberto Martinho - Antônio Roxo
- Roberto Bomfim - Pingo D'Água
- Haroldo de Oliveira - Felipe
- Ana Ariel - Dona Rosária
- Emiliano Queiroz - João Felipe de Souza
- Carlos Duval - José Moitinho
- Ísis Koschdoski - Delfina
- Felipe Wagner - Aristo Alfaiate
- Dorinha Duval - Ana Maria
- Patrícia Bueno - Chiquinha do Tomba
- Elisa Fernandes - Chiquinha da Roda
- Mário Gusmão - Africano
- Agnes Fontoura - Donana
- Antônio Patiño - Braço Forte
- Renato Restier - José Calixto
- Lourdes Mayer - Florinda
- Lafayette Galvão - Bensabath
- Ary Coslov - Arthur
- Augusto Olímpio - Capela
- Léa Garcia - Rita
- Ademilton José - Benedito
- Clemente Viscaíno - Joaquim Manuel
- Hemílcio Fróes - Dr. Rodrigo
- Benê Silva - João Caboclo
- Sidney Marques - Vem Cá
- Joel Silva - Joaquim
- Pratinha - Vai Lá
- Clementino Kelé - Manuel Pedro
- Afonso Celso de Vasconcelos - Mário Primo
- Fernanda Amaral - Retirante
- Cleonir dos Santos - Bilo
- Paulo Pinheiro - Cazuza
- Leda Lúcia - Neném
- Nanai - Improvisador
- Darcy de Souza - Belinha
- Arlindo Thadeu Barreto - Luciano
- Ana Faria - Aparecida
- Lícia Magna - Maria Rosa
- Jotta Barroso - José Bento
- Lia Farrel - Leocádia
- Germano Filho - Oscar
- Jandira Muniz - Ritinha
- Nena Ainhoren - Maroca
- Gilberto Costa - José Francisco
- Arlindo Barreto - Luciano
- Catulo de Paula - Mestre Aurélio
- Cahuê Filho - Teixeira
- Joana de Souza - Maria
- Manoela Gonçalves - Norzinha
- Marcelo Vicchi - João
- Márcia Vicchi - Dorinha
- Nair Prestes - Mariana
- Sueli Costa - Tereza
- Wilson Grey - Raimundo Alves
- Duda - Leonora
- Grande Otelo - Preto Maravilha
- Anoá Weber - Cavaleiro de Arthur
- Claudioner Penedo - Patrulheiro
- Clébio Mendonça - Rapaz de Comércio de Fora
- Dartagnan Mello – Homem de Mucujê
- Dalton Ribeiro - Cavaleiro de Arthur
- Faustino Alvares - Cavaleiro de Antônio Roxo
- Gilson Moura - Taberneiro de Comércio de Fora
- Giovani Magdalena - Penitente
- Guaracy Valente - Cavaleiro de Arthur
- Guilherme Martins - Chefe da segunda tropa
- Haroldo Pardal - Penitente
- Ilmar Prieto - Retirante chefe
- Jonas Nascimento - Patrulheiro
- José Alberto - Rapaz de Comércio de Fora
- Jupira Rocha - Freguesa
- Nelson Freitas - Cavaleiro de Arthur
- Osmarino Alves - Cavaleiro de Arthur
- Paulo Piranha - Patrulheiro
- Roberto Vieira - Homem de Mucujê
- Vanda Costa - Freguesa
- Vera Paes

## Exibição
Foi reprisada no programa TV Mulher entre 29 de março a 17 de setembro de 1982 substituindo Irmãos Coragem e sendo substituída por Escrava Isaura.

## Trilha sonora[3]
- "As Moças" - Beth Carvalho
- "Cuando Fubá" - Ruy Maurity
- "Flor D'Água" - Banda de Pau e Corda
- "Romaria" - Renato Teixeira
- "Canto da Terra" - Flor de Xique-Xique
- "Olha Maria" - Orquestra Som Livre

Sonoplastia: Guerra Peixe Filho
Direção de produção: Guto Graça Mello

Pesquisa de repertório: Arnaldo Schneider